# Свидня (річка)
Сви́дня — річка в Україні, в межах Конотопського району Сумській області. Ліва притока Реті (басейн Дніпра).

## Опис
Довжина річки бл. 15 км. Долина коритоподібна. Річище слабозвивисте. Заплава неширока, місцями заболочена. Споруджено 5 ставків. Воду використовують для господарських потреб; рибництво.

## Розташування
Свидня бере початок біля села Хоменкового. Тече спершу на захід через село Свидню, далі — на північний захід через ставки Богокут, Козинський та Свидня. Впадає до Реті неподалік від північної околиці міста Кролевця.
Притока: Добра Вода (ліва, в межах Кролевця), Калище (ліва, в межах Кролевця) - бере початок в Гайовому ставку.
Свидня протікає через село Свидню і східні околиці Кролевця.
Назва річки, ймовірно, походить від назви рослини — свидини.